# Rudolf Thunander
Hans Rudolf Thunander, född 1 januari 1921 i Svenarums församling, Jönköpings län, död 21 december 2003 i Vrigstads församling, Jönköpings län, var en svensk lärare, historiker och författare.
Rudolf Thunander var son till Hans Thunander, disponent vid Hagafors stolfabrik, och Nanny, ogift Henriksson, samt bror till musikdirektören Karl Axel Thunander. Familjen tillhör släkten Thunander från Västergötland. Han var utbildad adjunkt och författare av såväl läromedel som hembygdslitteratur. Åtta år efter pensionen disputerade han på en avhandling om rättshistoria vid Lunds universitet 1994.
Han var från 1944 gift med Kerstin Svensson (1920–2001), dotter till fabrikören Mandli Svensson och Nanna, ogift Hagman.